# Športski savez Herceg-Bosne
Športski savez Herceg-Bosne je krovna športska organizacija hrvatskih športskih saveza u Bosni i Hercegovini sa sjedištem u Mostaru, Dr. Ante Starčevića 34.

## Vanjske poveznice
- Slobodna Dalmacija Darko Juka: Lijepu našu faulirale - reklame za pivo!,12. lipnja 2002.
- Hercegovina.info Večernji list: Najavljeno je i osnivanje sportskog saveza Herceg Bosne, Ćorluka vodi udrugu, 18. svibnja 2011.